# Геращенко, Ирина Игоревна
Ири́на И́горевна Гера́щенко (укр. Ірина Ігорівна Геращенко; род. 10 марта 1995, Киев, Украина) — украинская прыгунья в высоту, бронзовый призёр летних Олимпийских игр 2024 года, бронзовый призёр чемпионата Европы 2024 года и серебряный призёр чемпионата Европы в помещении 2021 года.

## Биография и карьера
Дебютировала на международной арене в 2011 году на юношеском чемпионате мира, где заняла второе место с результатом 1,87 м. 
В 2013 году на чемпионате Украины стала второй с результатом 1,92 м. Чемпионка Украины в помещении 2014 года.

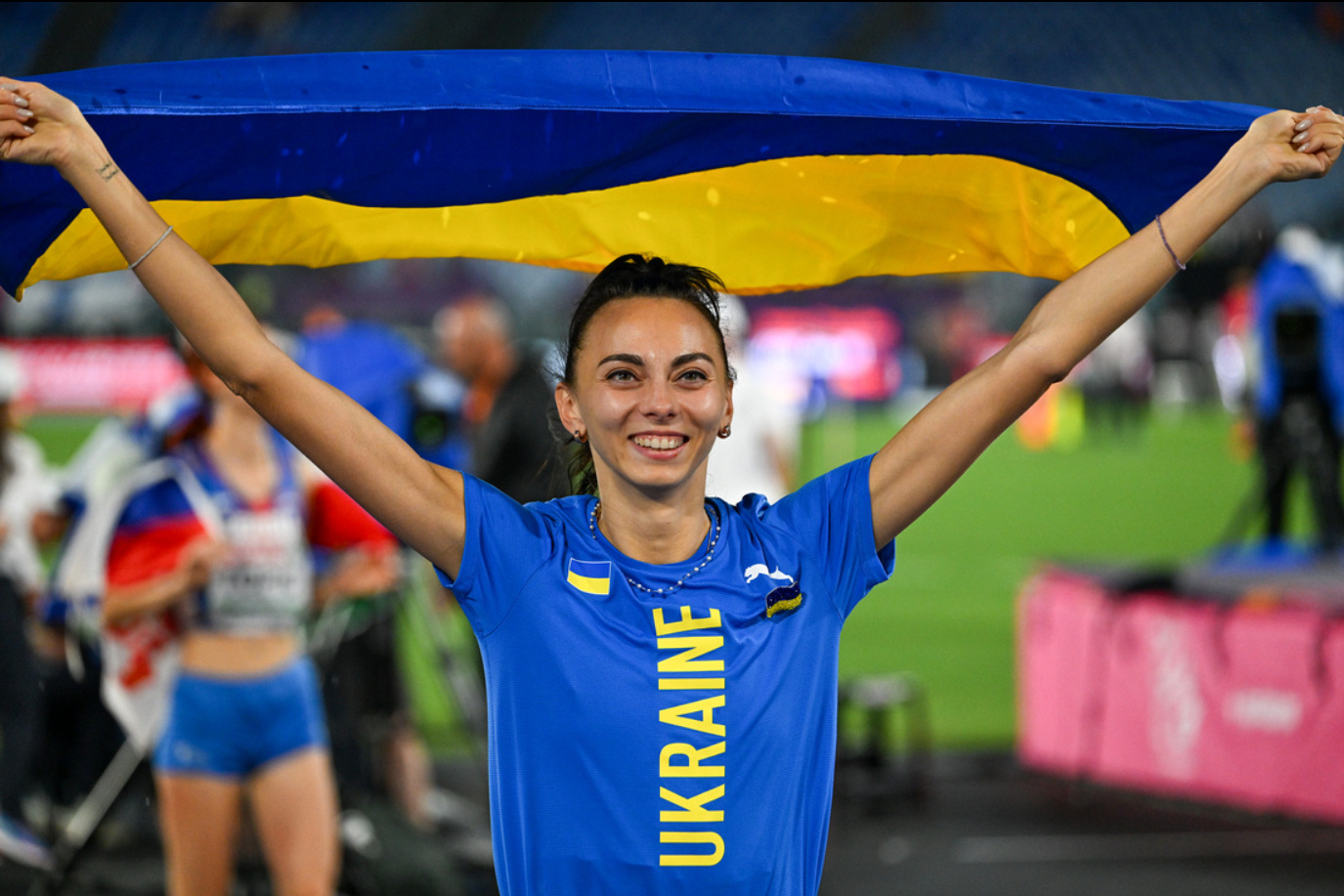
Геращенко на чемпионате Европы по легкой атлетике 2024 года

В 2016 году на Олимпиаде в Рио-де-Жанейро заняла 10 место.
10 июня 2019 года одержала победу на турнире International Pfingstsportfest в Релинген-Зирсбурге (Германия) с результатом 1,99 м. 10 сентября 2019 года заняла второе место на матчевой встрече Европа — США в Минске с результатом 1,98 м, уступив Юлии Левченко (2,02 м)
На Олимпийских играх 2020 года в Токио заняла четвертое место с результатом 1,98 м.
На чемпионате Европы по лёгкой атлетике в помещении 2021 года, который состоялся в Торуни, Ирина стала серебряной призёркой с результатом 1,98 метра.
4 августа 2024 года вместе с австралийкой Элинор Паттерсон стала бронзовым призёром Олимпийских игр в Париже с результатом 1,95 метра.

## Награды
- Орден княгини Ольги II степени (2024)[8]
- Орден княгини Ольги III степени (2019)[9]

## Основные результаты
| Год  | Соревнования                    | Место проведения          | Место  | Результат |
| ---- | ------------------------------- | ------------------------- | ------ | --------- |
| 2011 | Чемпионат мира среди юношей     | Лилль, Франция            | 2      | 1,87 м    |
| 2012 | Чемпионат мира среди юниоров    | Барселона, Испания        | 7      | 1,85 м    |
| 2013 | Чемпионат Европы в помещении    | Гётеборг, Швеция          | 16 (q) | 1,85 м    |
| 2013 | Чемпионат Европы среди юниоров  | Риети, Италия             | 3      | 1,84 м    |
| 2014 | Чемпионат мира в помещении      | Сопот, Польша             | 10 (q) | 1,92 м    |
| 2014 | Чемпионат мира среди юниоров    | Юджин, США                | 5      | 1,85 м    |
| 2014 | Чемпионат Европы                | Цюрих, Швейцария          | 20 (q) | 1,85 м    |
| 2015 | Чемпионат Европы в помещении    | Прага, Чехия              | 10 (q) | 1,91 м    |
| 2015 | Чемпионат Европы среди молодёжи | Таллин, Эстония           | 3      | 1,87 м    |
| 2015 | Чемпионат мира                  | Пекин, Китай              | 23 (q) | 1,85 м    |
| 2015 | Всемирные игры военнослужащих   | Мунгён, Южная Корея       | 2      | 1,84 м    |
| 2016 | Чемпионат Европы                | Амстердам, Нидерланды     | 18 (q) | 1,85 м    |
| 2016 | Летние Олимпийские игры         | Рио-де-Жанейро, Бразилия  | 10     | 1,93 м    |
| 2017 | Чемпионат Европы среди молодёжи | Быдгощ, Польша            | 2      | 1,92 м    |
| 2017 | Чемпионат мира                  | Лондон, Великобритания    | 13 (q) | 1,89 м    |
| 2017 | Универсиада                     | Тайбэй, Китайский Тайбэй  | 2      | 1,91 м    |
| 2018 | Чемпионат мира в помещении      | Бирмингем, Великобритания | 7      | 1,84 м    |
| 2019 | Чемпионат Европы в помещении    | Глазго, Великобритания    | 5      | 1,94 м    |
| 2019 | Универсиада                     | Неаполь, Италия           | 2      | 1,91 м    |
| 2019 | Чемпионат мира                  | Доха, Катар               | 23 (q) | 1,85 м    |